# SSX on Tour
SSX on Tour är det fjärde snowboardspelet i SSX-serien, utvecklat och publicerat av EA Sports BIG Canada. Spelet finns till Playstation 2, Gamecube, Xbox och Playstation Portable.
Till skillnad från tidigare spel i serien kan man i SSX on Tour även åka skidor utöver snowboard.

## Soundtrack
Låtarna till spelet består av blandad rock och hiphop. Det finns bland annat låtar av Avenged Sevenfold, Iron Maiden, Billy Talent och Bloc Party. Introt till spelet är låten "Run to the Hills" av Iron Maiden.
- Avenged Sevenfold - "Bat Country"
- Billy Talent - "Red Flag"
- Blackalicious - "Rhythm Sticks"
- Bloc Party - "Banquet"
- Bonobo - "Flutter"
- Bonobo - "Pick Up"
- Chali2Na feat. Beenie Man - "International"
- C-Rayz Walz - "Street Reppin'"
- Death from Above 1979 - "Romantic Rights"
- Def Leppard - "Let It Go"
- Dio - "Stand Up and Shout"
- Diplo - "Big Lost"
- Diplo feat. P.E.A.C.E. - "Indian Thick Jawns"
- Diva International - "Nothing to Do"
- DJ Spooky och Dave Lombardo feat. Chuck D - "B-Side Wins Again"
- Fu Manchu - "I Can't Hear You"
- Goldfinger - "My Everything"
- Hot Hot Heat - "Pickin' It Up"
- Iron Maiden - "Run to the Hills"
- Jurassic 5 - "Red Hot"
- LCD Soundsystem - "Daft Punk Is Playing at My House"
- Louis XIV - "God Killed the Queen"
- Maxïmo Park - "Apply Some Pressure"
- Morningwood - "Nu Rock"
- Motörhead - "Overkill"
- Nine Black Alps - "Shot Down"
- OK Go - "Here It Goes Again"
- Paul Wall feat. Big Pokey of the S.U.C. - "Sittin' Sidewayz"
- Pennywise - "Competition Song"
- Queens of the Stone Age - "Medication"
- Rock 'n' Roll Soldiers - "Flag Song"
- Scorpions - "Dynamite"
- Sweatshop Union - "Come Back"
- The Faint - "I Disappear"
- The Herbaliser feat. Roots Manuva - "Lord, Lord"
- The Herbaliser - "Gadget Funk"
- The Hives - "No Pun Intended"
- The Perceptionists - "People 4 Prez"
- Vatican D.C. - "Antisocial"
- We Are Scientists - "Lousy Reputation"
- Z-Trip feat. Whipper Whip - "All About the Music"